# Camponotus cecconii
Camponotus cecconii är en myrart som beskrevs av Carlo Emery 1908. Camponotus cecconii ingår i släktet hästmyror, och familjen myror. Inga underarter finns listade.